# Megalopodídeos
Megalopodídeos (Megalopodidae) é uma família de insetos coleópteros relativamente pequena, com três subfamília e cerca de 27 gêneros e 400 espécies distribuídas em todo o mundo.

## Taxonomia
- Ordem Coleoptera
  - Subordem Polyphaga
    - Infraordem Cucujiformia
      - Superfamília Chrysomeloidea
        - Família Megalopodidae
          - Subfamília Megalopodinae
          - Subfamília Palophaginae
          - Subfamília Zeugophorinae